# Boloria furoshonis
Boloria furoshonis är en fjärilsart som beskrevs av Matsumura 1929. Boloria furoshonis ingår i släktet Boloria och familjen praktfjärilar. Inga underarter finns listade i Catalogue of Life.